# 圣维多利亚-因马泰纳诺
圣维多利亚-因马泰纳诺（義大利語：Santa Vittoria in Matenano），是意大利费尔莫省的一个市镇。总面积25.96平方公里，人口1474人，人口密度56.8人/平方公里（2009年）。ISTAT代码为044067。